# Finala Campionatului Mondial de Fotbal 1990
Finala Campionatului Mondial de Fotbal 1990 este meciul decisiv de la Campionatul Mondial de Fotbal din 1990. Meciul a avut loc între Germania de Vest și Argentina pe 8 iulie 1990 pe Stadio Olimpico, Roma. După ce s-au întâlnit în Finala Campionatului Mondial de Fotbal din 1986, în care Argentina a câștigat cu 3-2, în acest meci Germania de Vest câștigă cu 1-0 dintr-un penalti transformat de Andreas Brehme. A fost prima oară când o echipă din UEFA a câștigat finala în fața unei echipe care nu face parte din UEFA.

## Detaliile meciului
| Germania de Vest  | 1 – 0  | Argentina |
| ----------------- | ------ | --------- |
| Brehme 85' (pen.) | Raport |           |

| Germania de Vest | Argentina |

| GERMANIA DE VEST: |    |                     |     |     |
|                   |    |                     |     |     |
| P                 | 1  | Bodo Illgner        |     |     |
| F                 | 5  | Klaus Augenthaler   |     |     |
| F                 | 14 | Thomas Berthold     |     | 73' |
| F                 | 6  | Guido Buchwald      |     |     |
| F                 | 4  | Jürgen Kohler       |     |     |
| F                 | 3  | Andreas Brehme      |     |     |
| M                 | 8  | Thomas Häßler       |     |     |
| M                 | 10 | Lothar Matthäus (c) |     |     |
| M                 | 7  | Pierre Littbarski   |     |     |
| A                 | 9  | Rudi Völler         | 52' |     |
| A                 | 18 | Jürgen Klinsmann    |     |     |
| Rezerve:          |    |                     |     |     |
| F                 | 2  | Stefan Reuter       |     | 73' |
| P                 | 12 | Raimond Aumann      |     |     |
| A                 | 13 | Karl-Heinz Riedle   |     |     |
| M                 | 15 | Uwe Bein            |     |     |
| M                 | 20 | Olaf Thon           |     |     |
| Antrenor:         |    |                     |     |     |
| Franz Beckenbauer |    |                     |     |     |

| ARGENTINA:     |    |                    |        |     |
|                |    |                    |        |     |
| P              | 12 | Sergio Goycochea   |        |     |
| F              | 20 | Juan Simón         |        |     |
| F              | 18 | José Serrizuela    |        |     |
| F              | 19 | Oscar Ruggeri      |        | 46' |
| M              | 13 | Néstor Lorenzo     |        |     |
| M              | 4  | José Basualdo      |        |     |
| M              | 7  | Jorge Burruchaga   |        | 53' |
| M              | 21 | Pedro Troglio      | 84'    |     |
| M              | 17 | Roberto Sensini    |        |     |
| A              | 10 | Diego Maradona (c) | 87'    |     |
| A              | 9  | Gustavo Dezotti    | 5' 87' |     |
| Rezerve:       |    |                    |        |     |
| F              | 3  | Abel Balbo         |        |     |
| F              | 5  | Edgardo Bauza      |        |     |
| M              | 6  | Gabriel Calderón   |        | 53' |
| F              | 15 | Pedro Monzón       | 65'    | 46' |
| P              | 22 | Fabián Cancelarich |        |     |
| Antrenor:      |    |                    |        |     |
| Carlos Bilardo |    |                    |        |     |

| Arbitrii asistenți: Armando Pérez Hoyos (Columbia) Michał Listkiewicz (Polonia) | Regulile meciului: - 90 minute - 30 minute prelungiri dacă este necesar - Lovituri de departajare dacă scorul este egal - Cinci rezerve numite, din care două pot fi folosite |